# Dorfhain
Dorfhain là một đô thị thuộc huyện Sächsische Schweiz-Osterzgebirge, bang Sachsen, Đức. Đô thị Dorfhain có diện tích 6,26 km².